# Salamanca
 Ovo je glavno značenje pojma Salamanca. Za druga značenja pogledajte Salamanca (razdvojba).
Salamanca je grad i istoimena pokrajina u regiji Kastilja i León na zapadu središnje Španjolske. 
Nalazi se 200 km zapadno od Madrida i 80 km istočno od portugalske granice. S preko 160.000 stanovnika treći je grad po veličini u Kastilji i Leonu (iza Valladolida i Burgosa). Salamanca je poznata po monumentalnim znamenitostima i sveučilištu (osnovanom 1218.) koje je najstarije u Španjolskoj i peto po starosti u svijetu. S preko 30.000 studenata, sveučilište je, zajedno s turizmom, gospodarski pokretač grada. Stari grad je 1988. godine upisan na UNESCO-ov popis mjesta svjetske baštine u Europi.
Salamanca je središte učenja španjolskog jezika te odavde dolazi 16% učitelja španjolskog jezika u cijeloj Španjolskoj, i privlači tisuće stranih studenta španjolskog jezika.

## Povijest
Keltsko pleme Vaceosi su osnovali grad kao jednu od utvrda koja je branila dolinu rijeke Duero. U 3. st. pr. Kr. kartažanin Hanibal je opsjedao grad, a padom Kartage, Rimljani ga zauzimaju i nazivaju Helmantica. Grad je zbog svog povoljnog položaja na putu Via de la Plata, kojim je povezivana Emerita Augusta (današnja Merida) i Asturica Augusta (današnja Astorga) postao važnim trgovačkim gradom u rimskoj pokrajini Hispaniji. Rimski most u Salamanci bio je dio tog puta. 
Padom Zapadnog Rimskog Carstva u Lusitaniji su vlast uspostavili Alani. Kasnije su grad osvojili Vizigoti, a već od ranije bio je središte biskupije čiji su biskupi pohodili Koncile u Toledu.
Salamanka se predala Maurima koje je vodio Musa bin Nusair 712. godine, osvajač cijelog područja između rijeka Duero i Tormes. Trajni napadi kršćanskih kraljevstava sa sjevera potjerali su većinu stanovništva i Salamanka je postala nevažno naselje. Nakon bitke kod Simancasa (939.) kršćani su je ponovno naselili, a osvajanjem Toleda 1085. godine otpočeo je rast grada. Raymond Burgundinac je na nagovor svog punca, Alfonsa VI. Kastiljskog doveo doseljenike raznih narodnosti u grad.
Alfons IX. Leonski je 1218. godine osnovao Sveučilište u Salamaci koje je postalo jedno od najvažnijih obrazovnih ustanova u Europi.
Godine 1551., Karlo V., car Svetog Rimskog Carstva, poveo je ispitivanje suglasnosti istraživanja Andreasa Vesaliusa, fizičara i anatoma, s katoličkom doktrinom. Iste godine je Vesalius oslobođen optužbi u Salamanci.
Tijekom Napoleonskih ratova vođena je i Bitka za Salamancu, 22. srpnja 1812. godine prilikom koje je oštećena zapadna četvrt starog grada. Tisuće vojnika je poginulo taj dan od artiljerijske vatre u samo nekoliko sati paljbe i to je bio veliki poraz za francusku vojsku.
Od 1996. godine u Salamanci se nalazi Arhiv španjolskog građanskog rata koji je nastao za vrijeme diktature Francisca Franca.
Godine 2002., Salamanca je, zajedno s belgijskim Brugesom, bila europski glavni grad kulture.

## Znamenitosti
Zahvaljujući renesansnim građevinama od lokalnog Villamayor pješčenjaka, Salamancu su prozvali "Zlatni grad" (La Ciudad Dorada). Od godine 1988. je stara gradska jezgra na popisu Unescove svjetske baštine. 
Zaštićeni spomenici su:
- Glavni trg (Plaza Mayor) je središnji gradski trg koji je dizajnirao Andrés García de Quiñones poćetkom 18. st. Četvrtasti trg je okružen arkadama građevina, a može primiti oko 20,000 ljudi. Izvorno je korišten kao arena za bitke s bikovima, a danas kao glazbena pozornica. Uz trg se nalazi Središnja gradska tržnica.
- Katedrala u Salamanci je romanička građevina iz 12. st. s kupolom iznad križanja glavnog broda i transepta, koja je ukrašena prozorima uokvirenim dvostrukom arkadom, poput Aja Sofije. Masa vanjskih tornjeva na kutovima građevine u ravnoteži je s centralnom kupolom. Apsida je iznutra oslikana ranorenesansnim freskama Nikole Firentinca. Uz nju je spojena "Nova katedrala" koja se u kasnogotičkom i renesansnom pleterskom stilu gradila od 1509. do 1734. god. U njenoj rizinici se nalazi veliko brončano Raspelo koje je El Cid nosio u svaku bitku.

Ostale znamenitosti su:
- Najstarije sveučilište u Europi koje je u Salamanci osnovao kralj Kastilje i Leóna Alfons IX. 1218. godine. Sveučilište u Salamanci ima pročelje iz 1513. godine koje je jedno od najpotpunijih primjera zrelog pleterskog stila. Njegove kombinacije ukrasnih panoa i medaljona s portretima daju dojam izvanrednog obilja.[1]
- Konvikt sv. Stjepana (Convento de San Esteban) s velikom pleterskom fasadom iz 16. st.
- Casa de las Conchas, gotička palača iz 15. st.
- Palacio de Monterrey, pleterska renesansna palača iz 1539. god. Jedna od najboljih primjera ovog španjolskog stila.

- Katedrala u Salamanci
- Glavni trg
- Konvikt sv. Stjepana
- Pročelje sveučilišta u pleterskom stilu
- Palača de Monterrey

## Slavni stanovnici
| - Alfons IX., kralj Kastilje i Leóna - Alfons X. Mudri - Kristofor Kolumbo - Hernán Cortés, osvajač Meksika | - John Mair - Miguel de Cervantes - Ignacije Loyola - Ivan od Križa |

## Gradovi prijatelji
Salamanca je zbratimljena sa sljedećim gradovima:
| - Bruges, Belgija (1954.) - Buenos Aires, Argentina - Cambridge, Ujedinjeno Kraljevstvo - Coimbra, Portugal - Córdoba, Španjolska | - Gijón, Španjolska - Las Palmas de Gran Canaria, Španjolska - Nimes, Francuska - Salamanca (Guanajuato), Meksiko - Würzburg, Njemačka |